# Ульсон, Отто
О́тто Эма́нуэль У́льсон (швед. Otto Emanuel Olsson; 19 декабря 1879 — 1 сентября 1964) — шведский органист, известный виртуоз своего времени, и композитор.

## Биография
Отто Ульсон закончил Королевскую высшую музыкальную школу в Стокгольме, где его преподавателями были Август Лагергрен (орган), Оскар Боландер (фортепиано) и Йозеф Денте (композиция). В двадцатилетнем возрасте он начал карьеру концертного органиста, а в 1907 году занял пост главного органиста церкви Густава Васы в Стокгольме, где проработал почти 50 лет. С 1908 года он преподавал в Королевской высшей музыкальной школе в Стокгольме, а в 1926 году стал профессором органного исполнительства.
Отто Ульсону как музыканту, преподавателю и композитору была ближе всего французская музыкальная школа, его французский стиль оказал особое влияние на установку многих новых органов в Швеции, в планировании которых он как эксперт принимал участие.
Среди произведений Отто Ульсона органная, хоровая и оркестровая музыка. Большой известностью пользуется его «Реквием» соль минор op. 13 для хора, солистов и оркестра.
Похоронен на Северном кладбище в Стокгольме.

## Список произведений

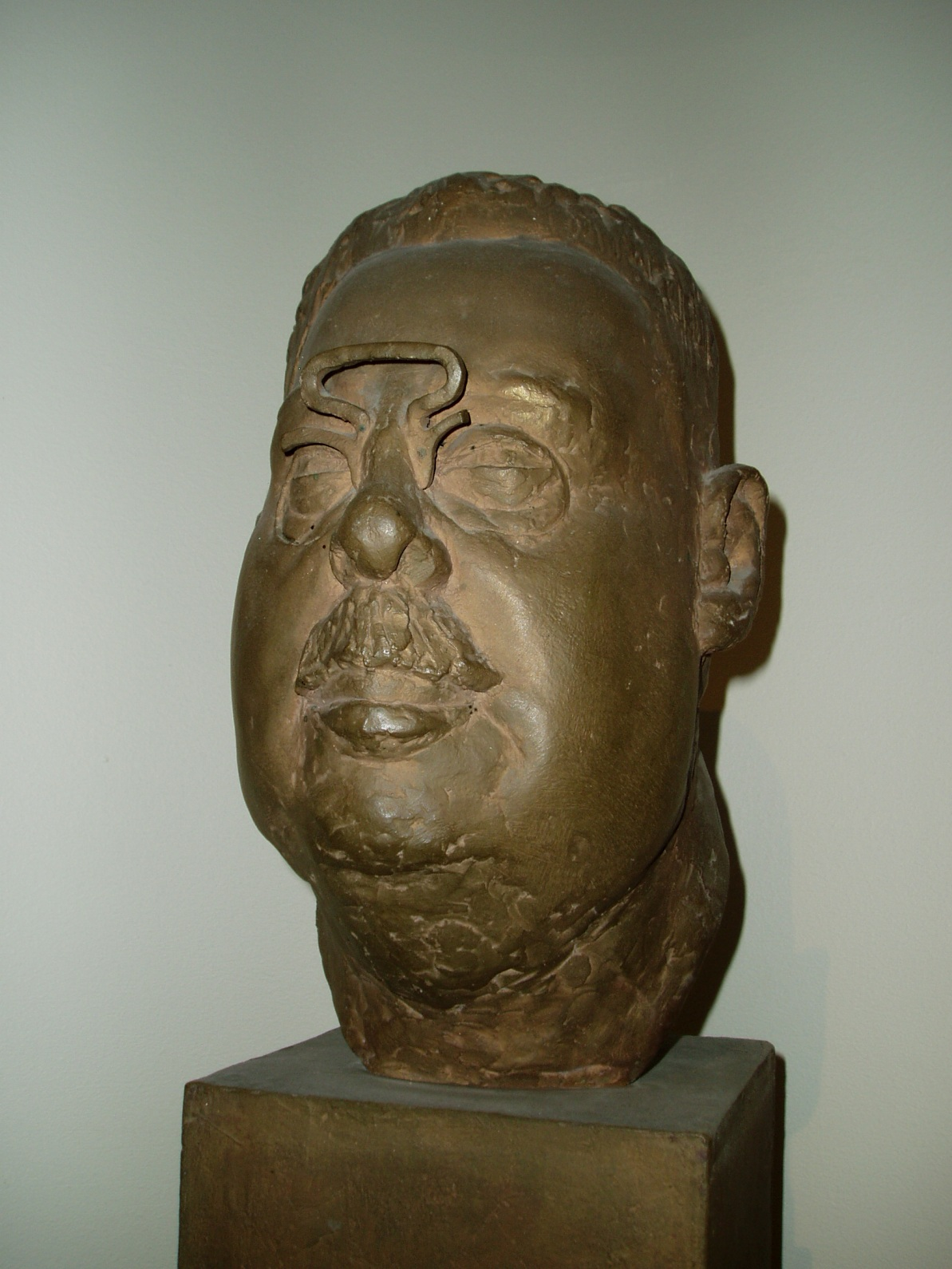
Бюст Ульсона в церкви Густава Васы в Стокгольме

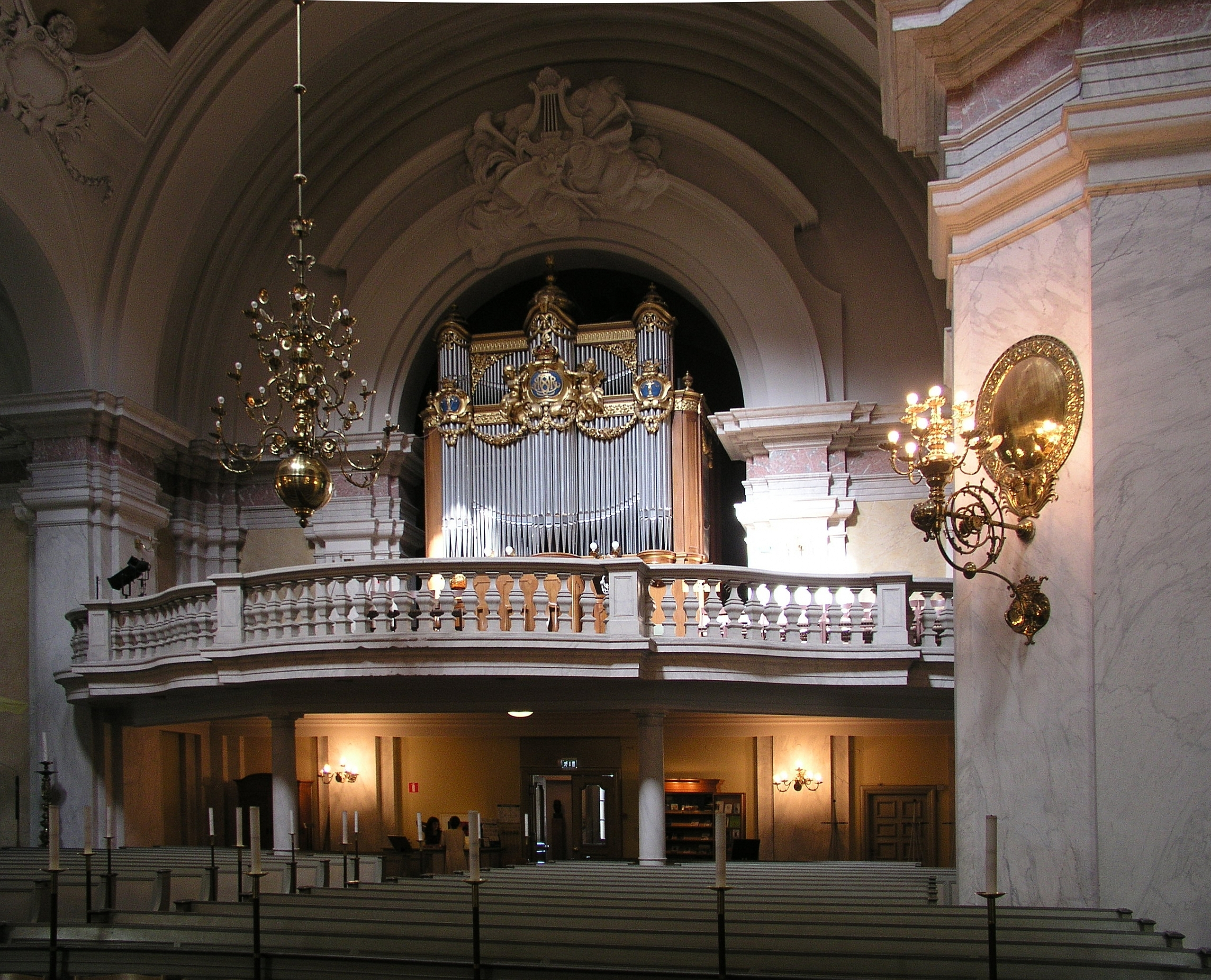
Орган в церкви Густава Васы в Стокгольме

## Список произведений[3]

### Органная музыка
- Op. 5 — Миниатюры (1896)
- Op. 14 — Две органные пьесы (1903, 1905)
- Op. 15 — Симфония No. 1 ми-бемоль мажор (1902)
- Op. 17 — Три органные пьесы
  - 1. Торжественный марш соль минор (1906)
  - 2. Кантилена ми мажор (1908)
  - 3. Пастораль ре минор (1908)
- Op. 18A — Пять канонов
- Op. 20 — Сюита соль мажор (1904)
- Op. 21 — Три органные пьесы (1914)
  - 1. Entrée
  - 2. Похоронный марш
  - 3. Миниатюра
- Op. 26 — Пять педальных этюдов (1906)
- Op. 29 — Фантазия и фуга на хорал «Vi love Dig o store Gud» (1909)
- Op. 30 — Грегорианские мелодии (1910)
  - 1. Creator alme siderum
  - 2. Angelus autem Domini
  - 3. O quot undis lacrimarum
  - 4. Veni Creator Spiritus
  - 5. Vexilla Regis prodeunt
  - 6. Salve Regina
- Op. 36 — Двенадцать органных пьес на мотив хорала (1908)
  - 1. Адвент,
  - 2. Рождество
  - 3. Рождество
  - 4. Новый год
  - 5. Богоявление
  - 6. День покаяния
  - 7. Страстная пятница
  - 8. Пасха
  - 9. Вознесение Господне
  - 10. Пятидесятница
  - 11. День Святой Троицы
  - 12. День благодарения
- Op. 38 — Соната ми мажор (1909—1910)
- Op. 39 — Прелюдия и фуга No. 1 до-диез минор (1910)
- Op. 45 — Три этюда (1910)
- Op. 44 — Пять трио (1911)
- Op. 47 — Грегорианские мелодии (1912)
  - 1. Alma redemptoris mater
  - 2. Iste confessor
  - 3. Haec dies
  - 4. Credo
  - 5. O sacrum convivium
  - 6. Magnificat
- Op. 48 — Вариации на хорал (1913)
- Op. 50 — Симфония No. 2 «Credo symphoniacum» (1918)
- Op. 52 — Прелюдия и фуга No. 2 фа-диез минор (1918)
- Op. 56 — Прелюдия и фуга No. 3 ре-диез минор (1935)

Без опуса
- 1897 — Сонатина Ре мажор, Сюита No. 1 соль минор
- 1898
  - Сюита No. 2 ре мажор
  - Сюита No. 3 ре минор
  - Сюита No. 4 до минор
  - Andante ми мажор
  - Allegretto ля минор
  - Хорал си-бемоль минор
  - Прелюдия Фа мажор
  - Sonata Pastorale ля мажор
  - Фантазия на хорал № 225
  - Aftonstamning соль мажор
- 1900 — Соната ми минор
- 1936 — Свадебная прелюдия
- Маленькая органная фантазия (швед. En liten orgelfantasi)
- Постлюдия «День Рождества»
- Прелюдия на хорал № 298
- Прелюдия на хорал № 305

### Фортепианная музыка
- Op. 2 — Четыре фортепианные пьесы (1898—1901)
- Op. 3 — Рождество (1898—1907, швед. Vid juletid)
- Op. 8 — Шесть акварелей (1897—1903)
- Op. 9 — Шесть скерцо (1901—1905)
- Op. 34 — Элегические танцы (1905—1908)
- Op. 43 — Альбом (1909, швед. Ur skizzboken)

### Оркестровая музыка
- Op. 11 — Симфония соль минор (1901—1902)
- Op. 12 — Сюита для камерного оркестра (1902)
- Op. 19 — Интродукция и скерцо для фортепиано и оркестра (1905)

### Камерная музыка
- Op. 1 — Фортепианный квинтет ля мажор (1899)
- Op. 4 — Скрипичная соната №1 ре мажор (1899)
- Op. 10 — Струнный квартет №1 соль мажор (1901)
- Op. 22 — Скрипичная соната №2 ре минор (1905)
- Op. 24 — Романс для скрипки и органа (1910)
- Op. 27 — Струнный квартет №2 соль мажор (1907)
- Op. 58 — Струнный квартет №3 ля минор (1945—1948)

Без опуса
- 1899 — Струнный квартет соль минор
- 1903 — Струнный квартет си-бемоль мажор

### Хоровая музыка
- Op. 13 — Реквием соль минор для хора, солистов и оркестра (1903)
- Op. 25 — Te Deum для хора и оркестра (1906)
- Op. 31 — Кантата для солистов, хора и органа
- Op. 33 — «Адвент» для хора и органа (текст Пауля Нильсона)
- Op. 40 — «Ave Maris Stella» для смешанного хора (1912)
- Op. 46 — Кантата на открытие церкви для солистов, хора и органа (1914)
- Op. 59 — Кантата к 600-летию прихода св. Марии Магдалины в Стокгольме для солистов, хора, скрипки и органа (1947)

### Другие произведения
- Op. 16 — Сюита для фисгармонии